# Wu Xia (película)
Wu Xia (en chino: 武俠; en pinyin: Wǔ xiá, también conocida como Dragón) es una película de artes marciales de 2011 producida entre Hong Kong y la República Popular China, dirigida por Peter Chan y protagonizada por Donnie Yen, Takeshi Kaneshiro y Tang Wei. Se estrenó el 13 de mayo de 2011 en el Festival Internacional de Cine de Cannes en la categoría Midnight Screenings. Donnie Yen y Peter Chan fueron los encargados de llevar a cabo la logística para la fabricación de una valla publicitaria de casi cuatro mil metros cuadrados para promocionar la película, la cual fue registrada en el Libro Guinness de los récords por su gran tamaño, una marca que anteriormente ostentaba un póster de un álbum del artista pop Michael Jackson.

## Sinopsis
En la China republicana de 1917, Liu Jinxi y su esposa Yu son una pareja ordinaria con dos hijos, Fangzheng y Xiaotian, que viven juntos en la aldea de Liu, Yunnan. Un día, dos bandidos entran en la aldea e intentan robar la tienda general. Liu, quien se encuentra en el sitio, lucha con los ladrones y los asesina cuando empiezan a ponerse violentos. Durante la autopsia, el detective Xu Baijiu, enviado a investigar el caso, descubre que uno de los bandidos muertos era Yan Dongsheng, quien figuraba entre los diez fugitivos más buscados por el gobierno. El magistrado local está satisfecho, y sus compañeros consideran a Liu como un héroe.
Sin embargo, el detective no puede creer que Liu haya podido asesinar a tan formidable bandido. Xu nota signos de hemorragia cerebral debido a una lesión en el nervio vago de Yan Dongsheng. A partir de esta y otras pruebas, Xu concluye que Liu es, de hecho, un artista marcial muy hábil que oculta su talento a través de la distracción. Investigando más a fondo, descubre su verdadera identidad: se trata de Tang Long, el segundo al mando de los 72 Demonios, un grupo de guerreros sedientos de sangre. Liu admite su pasado pero afirma que se ha reformado, pero el detective Xu, un hombre de leyes intransigente, no acepta que la gente pueda cambiar. Entre tanto, el maestro de este grupo de guerreros se entera de la noticia de que su hijo Liu está en la aldea y envía a sus más formidables guerreros para que arrasen con el pueblo y sus habitantes. De este modo, Xu y Liu deberán formar un equipo para repeler esta terrible amenaza, y el detective deberá confiar en las aparentes buenas intenciones del reformado Liu.

## Reparto
- Donnie Yen es Liu Jinxi/Tang Long
- Takeshi Kaneshiro es Xu Baijiu
- Tang Wei es Yu
- Jimmy Wang es el Maestro
- Kara Hui es Madame 13

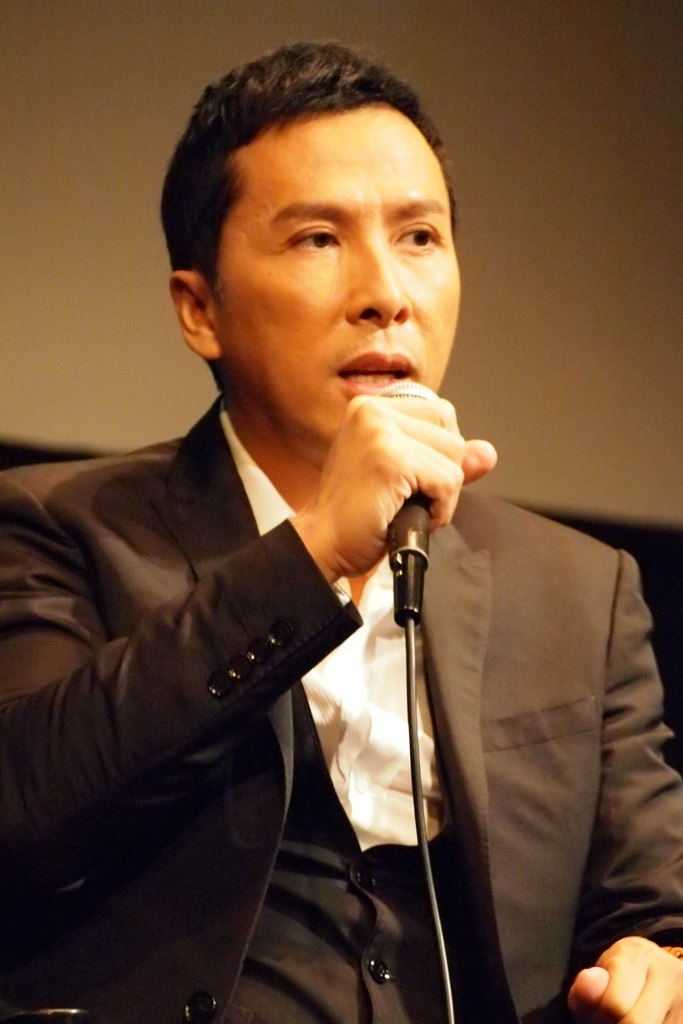
El actor y artista marcial chino Donnie Yen interpretó el papel principal en el filme

- Li Xiaoran es la esposa de Xu Baijiu
- Zheng Wei es Liu Fangzheng
- Li Jiamin es Liu Xiaotian
- Ethan Juan es un convicto

## Recepción
En general el filme fue bien recibido por la crítica especializada y la audiencia, reportando un 85% de aprobación en el portal especializado en críticas cinematográficas Rotten Tomatoes. Justin Chang, de la revista Variety, describe la película como "una fusión satisfactoria y sinuosa de una película de artes marciales con una producción noir. Una especie de versión clásica china de A History of Violence de David Cronenberg, este inteligente aunque exagerado thriller aborda temas de identidad, honor e instinto asesino latente con un espíritu inquieto que nunca se sobrepone ante su seriedad subyacente". Maggie Lee de The Hollywood Reporter la describe como "un estimulante entretenimiento de artes marciales que moderniza el género mientras enfatiza sus puntos más fuertes". Escribiendo para el London Evening Standard, Derek Malcolm criticó la edición que fue exhibida en territorio británico, señalando que "aunque hay buenas secuencias de acción, el metraje fue cortado a destajo para su distribución en el Reino Unido".